# Anabazenops fuscus
Anabazenops fuscus là một loài chim trong họ Furnariidae.